# With Every Heartbeat
With Every Heartbeat är en sång av Kleerup och Robyn, utgiven som singel den 10 januari 2007. "With Every Heartbeat" nådde förstaplatsen på UK Singles Chart.

## Låtlista
CD-singel
1. "With Every Heartbeat" (album version) – 4:06
2. "With Every Heartbeat" (Meatboys Remix) – 4:24
3. "With Every Heartbeat" (Punks Jump Up Remix) – 5:58
4. "With Every Heartbeat" (Rory Phillips Remix) – 6:07